# Limido Comasco
Limido Comasco ist eine norditalienische Gemeinde (comune) mit 3879 Einwohnern (Stand 31. Dezember 2023) in der Provinz Como in der Lombardei. Die Gemeinde liegt etwa 15,5 Kilometer südsüdwestlich von Como am Parco Pineta di Appiano Gentile und am Lauf des Antiga.

## Wirtschaft und Verkehr
In Limido Comasco produziert Harken, Inc. Segelzubehör. Im Übrigen bestehen noch zahlreiche landwirtschaftliche Betriebe.

## Sehenswürdigkeiten
- Pfarrkirche SantAbbondio (Anfang 20. Jahrhundert)[2]
- Kirche Beata Vergine Immacolata (Mitte 19. Jahrhundert)[3]

## Persönlichkeiten
- Gaetano Scalini (1816–1899), Patriot, Gemeindepräsident, Senator, Unternehmer